# Cariamanga
Cariamanga è una parrocchia urbana dell'Ecuador, capoluogo del cantone di Calvas, nella provincia di Loja.